# Bjørvikatunnel
Der Bjørvikatunnel (norwegisch Bjørvikatunnelen) ist ein sechsstreifiger Straßentunnel im Zentrum der norwegischen Hauptstadt Oslo, der zusammen mit dem Festningstunnel, dem Ekebergtunnel und dem Svartdaltunnel das Tunnelsystem des Operatunnels bildet. Der Tunnel führt unter die Bjørvika, einer Bucht des Oslofjords im Innenhafen der Stadt, und erstreckt sich vom gleichnamigen Stadtteil Bjørvika bis in die Altstadt von Oslo.

## Lage und Umfang

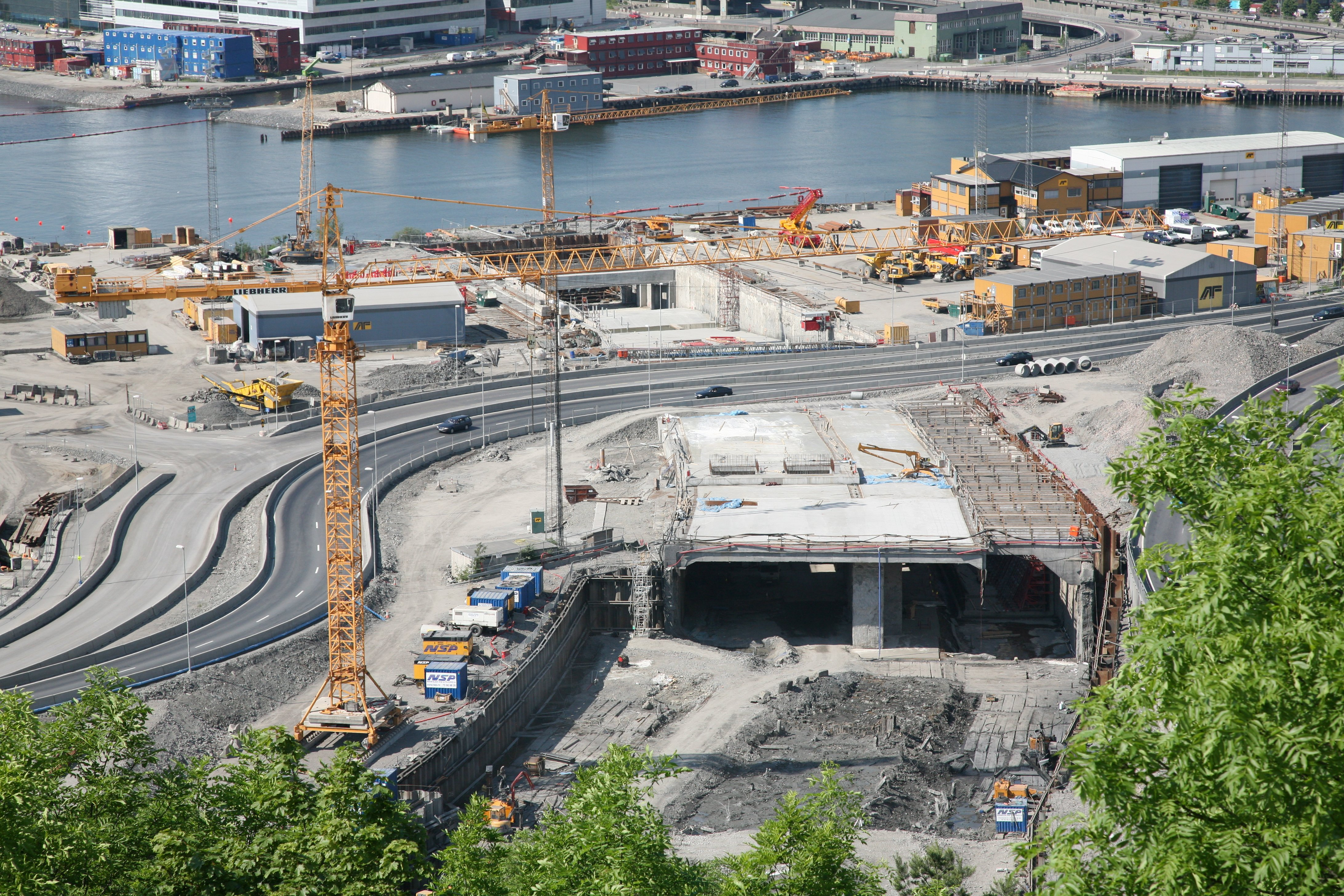
Der Tunnel von Osten gesehen (2008)

Der Tunnel verbindet den Festningstunnel am Havnelageret am einen Ende mit dem Ekebergtunnel und dem Mossevei bei Sørenga am anderen Ende. Er hat eine Länge von 1100 Metern, von denen 675 Meter als Absenktunnel mit vorfabrizierten Abschnitten (jeweils 112 Meter lang, 27 Meter breit und 10 Meter hoch) gebaut wurden. Mitsamt allen Zubringerwegen und Auffahrtsrampen hat der Tunnel eine Länge von 8000 Metern. Die Tunneldecke liegt acht bis elf Meter unter der durchschnittlichen Wasseroberfläche des Hafens.
Die Ventilation wird im Osten durch vier 40 Meter hohe Entlüftungstürme bei Sørenga gesichert, ein Paar davon in der Nähe der 
Østfoldbanen und der andere in der Nähe der See. Im Westen wird der Tunnel durch den Festningstunnel entlüftet, der eigene Entlüftungstürme in Filipstad besitzt.

## Bau
Der Bau des Bjørvikatunnels startete am 15. August 2005. Der in östliche Richtung führende Tunnel wurde am 26. April 2010 und der in westliche Richtung führende Tunnel wurde am 20. September 2010 eröffnet. Die offizielle Eröffnung durch König Harald fand am 17. September 2010 statt. Der Tunnel wird vom norwegischen Staat, der Stadt Oslo und durch Mauteinnahmen der kommunalen Betreibergesellschaft Fjellinjen finanziert. Die Baukosten für das Projekt wurden 2004 noch mit 4,5 Milliarden norwegischen Kronen veranschlagt, beliefen sich am Ende aber auf 5,9 Milliarden Kronen.

## Kritik
Der stete Ausbau eines immer engeren Netzes von Tunneln unter Oslo wurde von Experten der Wegesicherheit kritisiert, die dadurch eine Erhöhung des Brandrisikos sehen.

## Auszeichnungen
Der Tunnel wurde im September 2011 mit dem norwegischen Architekturpreis Betongtavlen ausgezeichnet.